# Eucalyptus coolabah
Eucalyptus coolabah (Blakely & Jacobs, 1934) è una pianta appartenente alla famiglia delle Myrtaceae, genere Eucalyptus, che cresce in zone ripariali in Australia, da regioni aride a costiere. Esso è chiamato abitualmente coolibah o coolabah, termine di prestito linguistico dalla parola della lingua Yuwaaliyaay degli aborigeni australiani.
La diffusione dipende dai periodi di immersione subacquea, il risultato è che le specie sono limitate a luoghi che subiscono inondazioni periodiche. 
Ciò non di meno si può trovare l'albero su aree estese di pianure allagate ma lontane da corsi d'acqua permanenti, così come vicino a sorgenti stagionali o vicino a pozze permanenti di acqua.

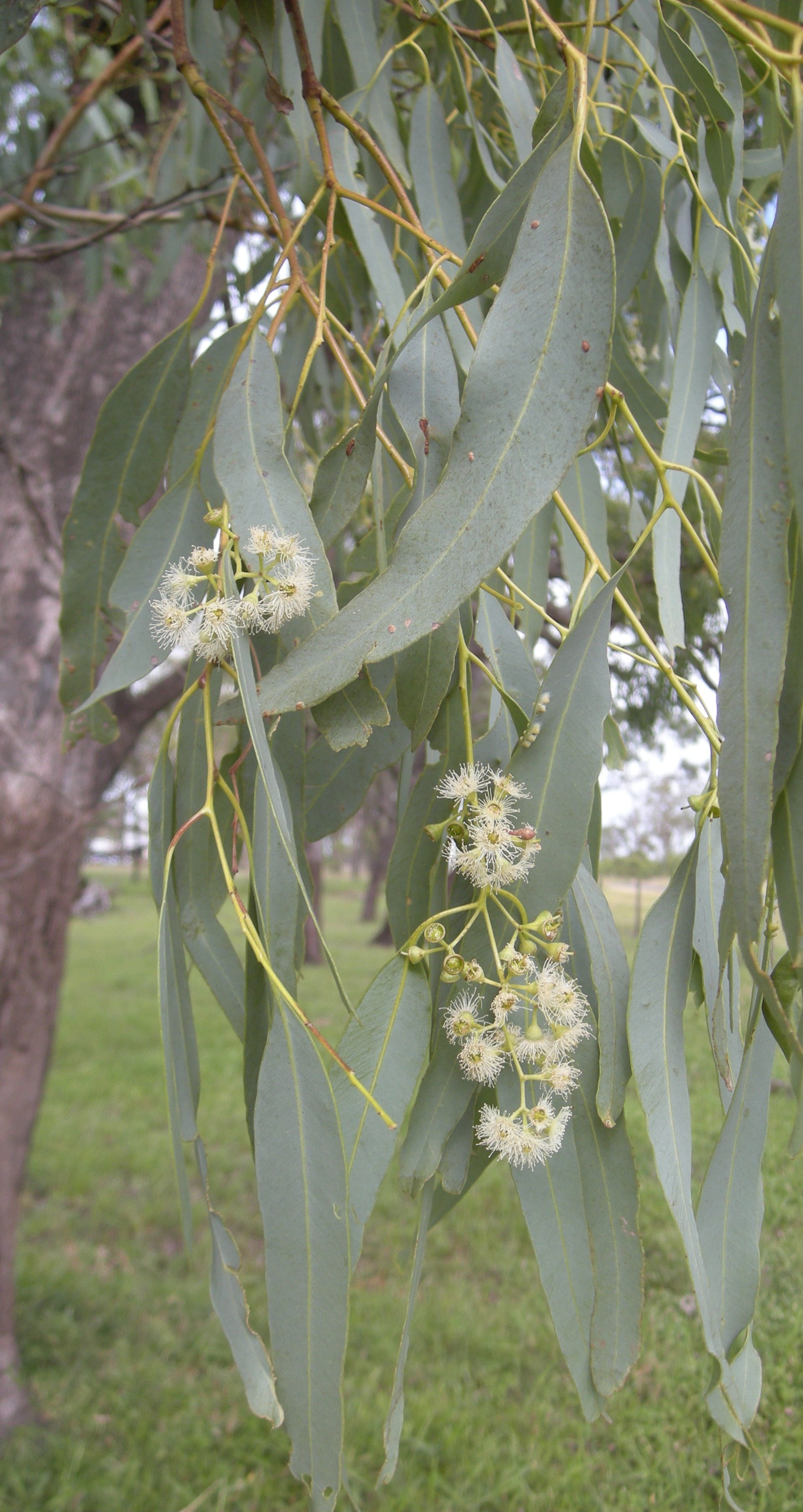
Fiori di E. coolabah

## Descrizione
E. coolabah è un albero ad ampia diffusione (spesso più largo che alto) e può arrivare fino a 15 metri di altezza.
La corteccia è di colore grigio scuro, spessa, rugosa sul tronco e sui rami più bassi, ma liscia e di color grigio pallido più in alto.
La specie più simile alla E. coolabah è la E. microtheca.

## Lacoolabahnella cultura di massa
- La coolabah è citata nella famosa ballata popolare australiana Waltzing Matilda.